# Prekršek
Prekršek je vsako manjše kršenje zakona, ustaljenih norm ali pravil. V Zakonu o prekrških Republike Slovenije je prekršek opredeljen v 6. členu, ki pravi:
Prekršek je dejanje, ki pomeni kršitev zakona, uredbe vlade, odloka samoupravne‚ lokalne skupnosti, ki je kot tako določeno kot prekršek in je zanj predpisana sankcija za prekršek.
V 16. členu pa je opredeljen način storitve prekrška:
1. Prekršek je lahko storjen s storitvijo ali z opustitvijo.
2. Prekršek je storjen z opustitvijo, če je storilec opustil dejanje, ki bi ga moral storiti.

## Kazenske sankcije
Predvidene kazni za prekrške so v Sloveniji globe. Te so za prekrške opredeljene v 17. členu ki pravi:
1. Globa se lahko predpiše v razponu ali v določenem znesku.
2. Z zakonom ali z uredbo Vlade Republike Slovenije se lahko predpiše globa v razponu:
- za posameznika od 40 do 1.200 eurov;
- za pravno osebo, samostojnega podjetnika posameznika in posameznika, ki samostojno opravlja dejavnost, od 400 do 125.000 eurov;
- za odgovorno osebo pravne osebe ali odgovorno osebo samostojnega podjetnika posameznika ali odgovorno osebo posameznika, ki samostojno opravlja dejavnost, in za odgovorno osebo v državnem organu ali v samoupravni lokalni skupnosti od 40 do 4.100 eurov.

3. Globa, ki se predpisuje v določenem znesku, je lahko predpisana za posameznika in za odgovorno osebo v določenem znesku do 600 eurov, za pravno osebo, samostojnega podjetnika posameznika in posameznika, ki samostojno opravlja dejavnost, pa v določenem znesku do 2.000 eurov.
4. Za prekrške s področja davkov in carin se lahko z zakonom predpiše globa v večkratniku oziroma v odstotku od davka oziroma carine, ki bi jo bilo treba plačati, oziroma od vrednosti predmeta, v zvezi s katerim je bil storjen prekršek. Globa, določena v skladu s tem odstavkom, ki se izreče v postopku zaradi prekrška, ne sme biti višja od najvišjega zneska, določenega z drugim, tretjim oziroma petim odstavkom tega člena.
5. Z zakonom se sme predpisati za najhujše kršitve s področja varstva naravnih bogastev, okolja in ohranjanja narave, s področja varstva pred naravnimi in drugimi nesrečami, s področja varnosti in zdravja pri delu, dela in zaposlovanja na črno ter delovnih razmerij, s področja socialnega varstva, s področja davkov, financ, carin, varstva konkurence in državnih blagovnih rezerv za posamezne prekrške, katerih narava je posebno huda zaradi višine povzročene škode oziroma višine pridobljene protipravne premoženjske koristi ali zaradi storilčevega naklepa oziroma njegovega namena koristoljubnosti, trikrat višjo globo od tiste, ki je predvidena v drugem in tretjem odstavku tega člena.
6. Z odlokom samoupravne lokalne skupnosti se lahko predpiše samo globa v določenem znesku:
- za posameznika in odgovorno osebo do 400 eurov;
- za pravno osebo, samostojnega podjetnika posameznika in posameznika, ki samostojno opravlja dejavnost, do 1.400 eurov.

7. Globe, plačane za prekrške, so prihodek države oziroma samoupravne lokalne skupnosti, če so plačane za prekrške, ki jih je pravnomočno izrekel prekrškovni organ te samoupravne lokalne skupnosti, ki je za odločanje o prekrških pooblaščen z zakonom, s katerim so določeni ti prekrški. Globe, plačane za prekrške, ki so predpisani z odloki samoupravnih lokalnih skupnosti, in pravnomočno izrečene z odločbami prekrškovnih organov samoupravne lokalne skupnosti, so prihodek tiste samoupravne lokalne skupnosti, katere predpis je bil kršen.
Poleg globe se po 6. točki 4. člena Zakona o prekrških sme izreči ena ali več stranskih sankcij. Te so po istem zakonu: kazenske točke v cestnem prometu, prepoved vožnje motornega vozila, izgon tujca in odvzem predmetov.

## Šport
V športu je prekršek vsako kršenje pravil igre, sankcionira pa se lahko na veliko načinov, odvisno od »teže« prekrška. V nekaterih športih je kazen za bolj grob prekršek rumeni ali rdeči karton ter izguba posesti žoge.